# Graeme Gilmore
Graeme Gilmore (Melbourne, 29 de juny de 1945) va ser un ciclista australià que va combinar tant el ciclisme en ruta com la pista, on va guanyar dotze curses de sis dies. El 1967 es va proclamar Campió d'Austràlia en ruta.
És pare del també ciclista Matthew Gilmore.

## Palmarès en ruta
- 1966
  - Vencedor de 4 etapes de la Herald Sun Tour
- 1967
  -  Campió d'Austràlia en ruta
  - 1r a la Melbourne to Warrnambool Classic
  - Vencedor de 4 etapes de la Herald Sun Tour

## Palmarès en pista
- 1967
  - 1r als Sis dies de Launceston (amb Sid Patterson)
- 1972
  - 1r als Sis dies de Zuric (amb Albert Fritz i Wilfried Peffgen)
- 1973
  - Campió d'Europa en Òmnium Endurance
  - 1r als Sis dies de Bremen (amb Dieter Kemper)
  - 1r als Sis dies de Gant (amb Patrick Sercu)
  - 1r als Sis dies de Los Angeles (amb Klaus Bugdahl)
- 1974
  - 1r als Sis dies de Zuric (amb Klaus Bugdahl)
  - 1r als Sis dies de Gant (amb Julien Stevens)
  - 1r als Sis dies de Colònia (amb Dieter Kemper)
  - 1r als Sis dies de Múnic (amb Sigi Renz)
- 1975
  - 1r als Sis dies de Dortmund (amb Dieter Kemper)
- 1976
  - 1r als Sis dies de Maastricht (amb Patrick Sercu)
  - 1r als Sis dies de Copenhaguen (amb Dieter Kemper)